# Brecon
Brecon (kymriska Aberhonddu, äldre engelska Brecknock) är en stad och community i kommunen Powys i Wales. Den har omkring 8 000 invånare (2011). Den var huvudort för det traditionella grevskapet Brecknockshire till dess det kom att uppgå i Powys. Namnet Brecon anses härstamma från den walesiska prinsen Brychan.

## Geografi
Floden Honddu, som givit staden dess kymriska namn, rinner ut i Usk vid stadens centrum. Några hundra meter längre upp rinner också floden Tarrell ut i Usk. Innan det byggdes en bro över Usk var Brecon en av de få platser man kunde gå över säkert. Detta, kombinerat med att Honddu rinner ut i Usk vid Brecon, gjorde staden till en strategiskt viktig plats. Normanden Bernard de Neufmarché byggde därför Brecon slott mot slutet av 1000-talet.
Omkring en halv kilometer från slottet står Breconkatedralen. Den är av mindre storlek för att vara en brittisk katedral, något som skylls på att den intill 1923 var en vanlig sockenkyrka. Det året upprättades Swansea och Brecons stift, och den fick status som katedral.

## Turistmål
Brecon är ett populärt turistmål, speciellt som ingångsport till Brecon Beacons nationalpark. Från staden kan man se Brecon Beacons, bland annat Pen-y-Fan som med 886 meter över havet är den högsta punkten i södra Storbritannien.
I närheten av staden ligger de romerska ruiner som kallas Y Gaer, vilka även givit namn åt kulturcentret Y Gaer i staden, med museum, bibliotek och konstgalleri. 
I augusti varje år hålls en jazzfestival i staden, med en rad utomhus- och inomhuskonserter.

## Näringsliv
Bryggeriet Breconshire Brewery Ltd ligger i staden.
Väster om staden finns ett litet industriområde.